# Acanthogorgiidae
Famille
Les Acanthogorgiidae sont une famille de coraux de l'ordre des Alcyonacea (anciennement des Gorgonacea).

## Liste des genres
Selon World Register of Marine Species (27 janvier 2021) :
- genre Acanthogorgia Gray, 1857
- genre Anthogorgia Verrill, 1868
- genre Calcigorgia Broch, 1935
- genre Calicogorgia Thomson & Henderson, 1906
- genre Cyclomuricea Nutting, 1908
- genre Muricella Verrill, 1868

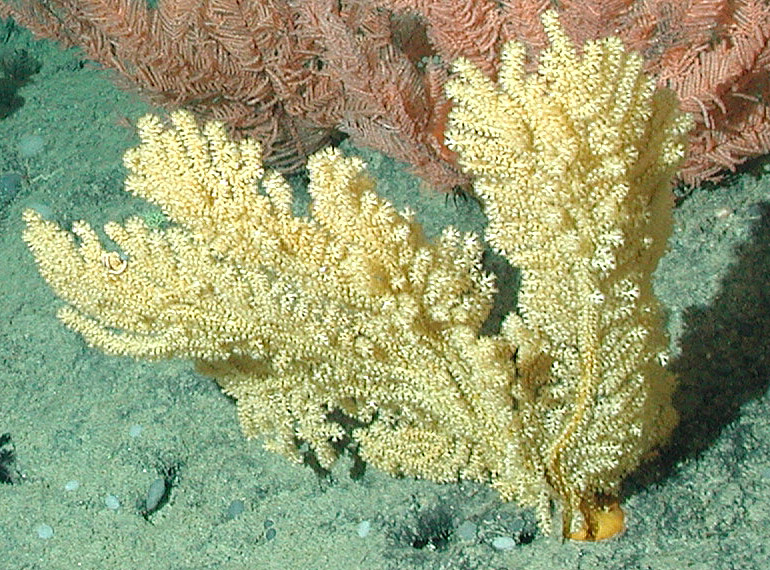
Acanthogorgia sp.
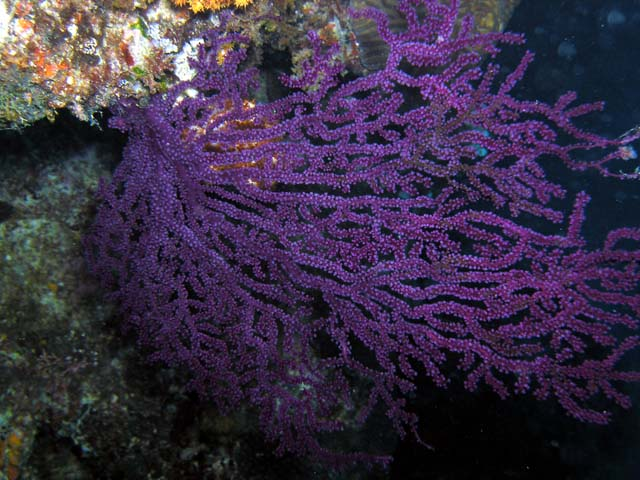
Anthogorgia sp.
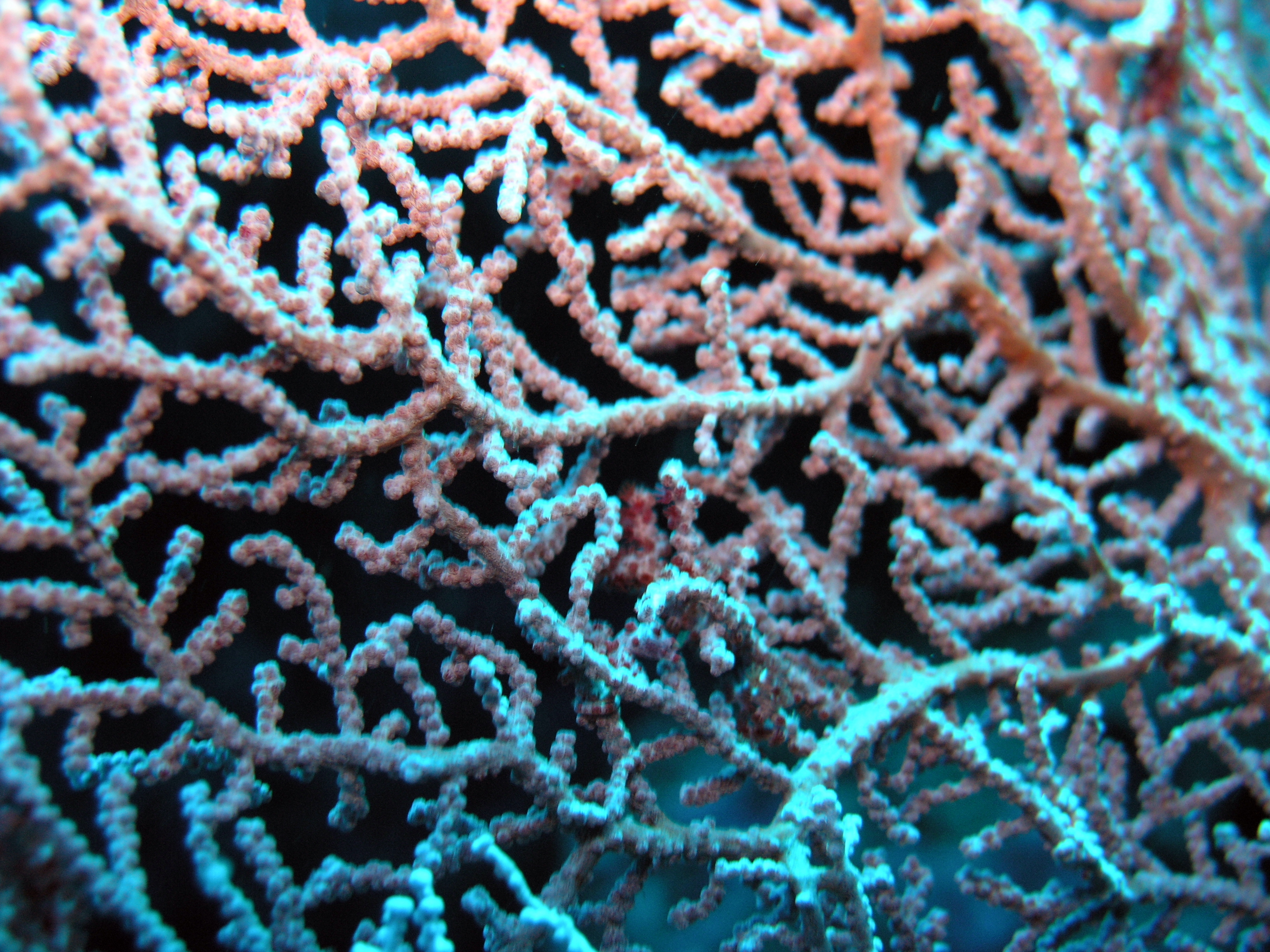
Muricella plectana